# Nicòstrat d'Argos
Nicòstrat d'Argos (en llatí Nicostratos, en grec antic Νικόστρατος "Nikóstratos") fou un argiu destacat per la seva força i coratge i distingit, també per la seva prudència i discreció tant en consell com en batalla.
A la batalla es vestia amb una pell de lleó i portava una clava o maça a imitació d'Hèracles. Va dirigir un cos de 3.000 argius que van ajudar a Artaxerxes III de Pèrsia Ocos (358 aC-338 aC) en la seva segona expedició a Egipte, i el mateix rei persa va demanar que aquestes tropes fossin dirigides per Nicòstrat. Va prendre part principal en les operacions militars, segons Diodor de Sicília. Plutarc explica que va rebutjar una proposta del rei espartà Arquidam III que li oferia una gran quantitat de diners i una dona espartana de la seva elecció, si li entregava una fortalesa de la que tenia el comandament.